# Pedro Blanquier
Pedro Blanquier Teylletche (Santiago, 7 de mayo de 1885-San Fernando, 15 de enero de 1948) fue un economista e ingeniero chileno, dos veces ministro de Hacienda durante 1931.

## Biografía
La primera vez por 9 días, entre el 13 de julio y 22 de julio, fue designado por el tambaleante presidente, el general Carlos Ibáñez del Campo, como parte de un denominado Gabinete de Salvación Nacional.
Después de una semana en el cargo Blanquier ya tenía sacadas sus conclusiones. Anunció, el 17 de julio, que el déficit fiscal del año sería de $145 millones. Avisó también que el pago de la deuda externa sería suspendido por haberse evaporado las reservas de oro, ante lo cual el servicio de la deuda debería costearse con moneda nacional. Este crudo diagnóstico fue seguido de una gran irritación y conmoción política.
En su segundo período como ministro, del 27 de julio al 2 de septiembre, Blanquier fue llamado por el reemplazante del caído general Ibáñez y antiguo ministro del Interior de éste, Juan Esteban Montero. El desempeño de Blanquier duró entonces hasta el día siguiente de que estallara la Sublevación de la Escuadra de Chile, motivada por la rebaja de remuneraciones de un 30 % que decretó, urgido por la difícil situación económica derivada de la Gran Depresión y del agotamiento del modelo exportador chileno, basado en la venta de salitre natural.
Antes de ser ministro, Blanquier se había forjado una gran reputación como ejecutivo serio, habiendo sido director de la Empresa de los Ferrocarriles del Estado, empresa que bajo su conducción, y extraordinariamente, obtuvo ganancias.